# Монти-Ореби
Монти-Ореби (порт. Monte Horebe) — муниципалитет в Бразилии, входит в штат Параиба. Составная часть мезорегиона Сертан штата Параиба. Входит в экономико-статистический микрорегион Кажазейрас. Население составляет 4156 человек на 2006 год. Занимает площадь 116,172 км². Плотность населения — 35,8 чел./км².

## История
Город основан 5 декабря 1960 года. 

## Статистика
- Валовой внутренний продукт на 2003 год составляет 8 335 382,00 реалов (данные: Бразильский институт географии и статистики).
- Валовой внутренний продукт на душу населения на 2003 год составляет 2015,32 реалов (данные: Бразильский институт географии и статистики).
- Индекс развития человеческого потенциала на 2000 год составляет 0,611 (данные: Программа развития ООН).

## География
Климат местности: тропический.